# Xenotarsosaurus bonapartei
Xenotarsosaurus bonapartei es la única especie conocida del género extinto Xenotarsosaurus (gr. "lagarto con tarso extraño") de dinosaurio terópodo abelisáurido, que vivió a finales del período Cretácico, hace aproximadamente 95 millones de años, durante el Cenomaniense), en lo que hoy es Sudamérica.

## Descripción
En 2010, Gregory S. Paul estimó su longitud en 6 metros, su peso en 750 kilogramos. En 2016, se estimó que su longitud era de 5,4 metros. El mismo año Molina-Pérez & Larramendi dieron una longitud similar de 5,4 metros y un peso de 430 kg.

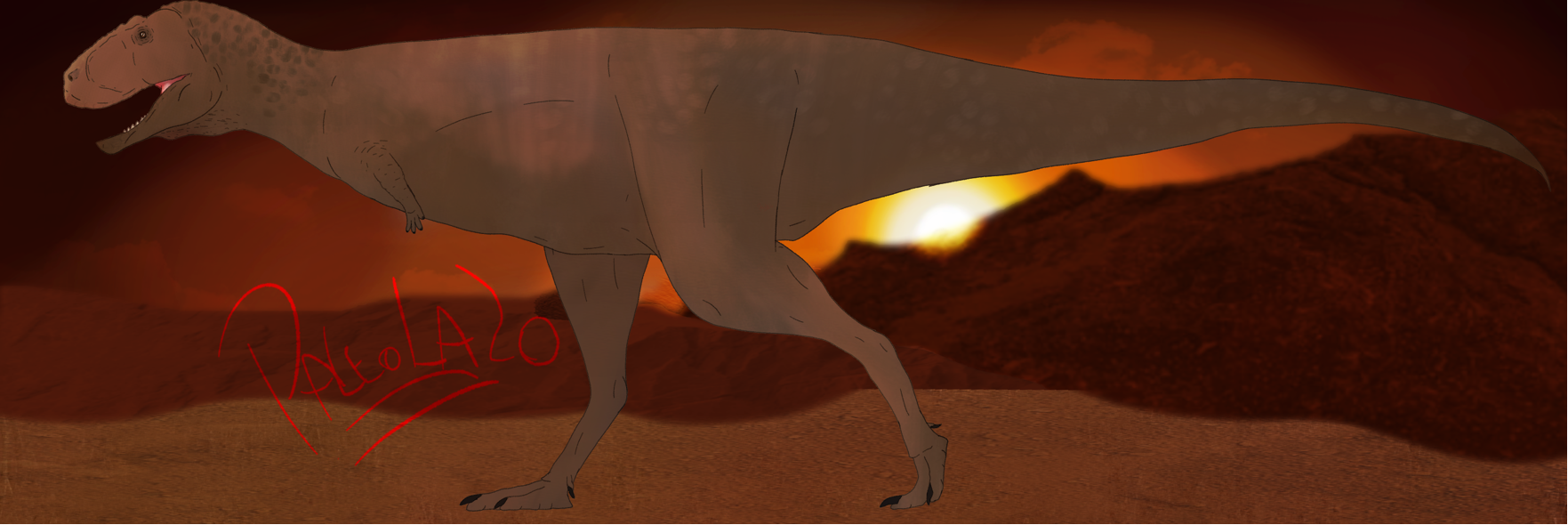
Paleo arte de Xenotarsosaurus

## Descubrimiento e investigación
En 1980 el geólogo Juan Carlos Sciutto descubrió un sitio rico en fósiles seis kilómetros al norte de la estancia Ocho Hermanos en la provincia de Chubut. Argentina. Entre los fósiles encontrados había algunos restos de terópodos. Más tarde, un equipo dirigido por el paleontólogo argentino José Fernando Bonaparte recuperó algunos huesos de terópodos más, posiblemente del mismo individuo. En 1986, Rubén Martínez, Olga Giménez, Jorge Rodríguez y Graciela Bochatey describieron los fósiles de terópodos y les acuñaron el género y especie Xenotarsosaurus bonapartei. El nombre del género se deriva del griego xenos , "extraño", tarsos , " tarso ", y sauros , "lagarto", una referencia a la constitución excepcional del tobillo. El nombre específico X. bonapartei honra a Bonaparte.
Los especímenes tipo y únicos fósiles conocidos de Xenotarsosaurus, fueron encontrados en la Formación Bajo Barreal . En 1986 esta formación se consideraba del Campaniense, pero hoy se cree que data del Cenomaniense anterior al Turoniense. Los huesos constan de dos cotipos, UNPSJB PV 184, una serie de dos vértebras dorsales anteriores, y PVL 612, una extremidad trasera derecha que incluye el fémur de 611 milímetros de largo , la tibia, el peroné y el astragalocalcano del tobillo. La excepcional fusión completa, sin suturas , del astrágalo y el calcáneo , formando un elemento que nuevamente se fusiona con el extremo inferior ensanchado de la tibia, ocasionó el nombre genérico.

## Clasificación
Los restos muestran algunas similitudes con Carnotaurus sastrei, lo que provocó que los descriptores asignaran Xenotarsosaurus a Abelisauridae, lo que ha seguido siendo una determinación común. Sin embargo, también se ha propuesto que Xenotarsosaurus es un neoceratosaurio de afinidades inciertas.